# Санкт-Петербургский Николаевский сиротский институт
Санкт-Петербургский Николаевский сиротский институт (1837—1917) — женское учебно-воспитательное заведение Ведомства учреждений императрицы Марии в Санкт-Петербурге.

## История
Институт был основан на базе сиротского отделения Санкт-Петербургского Воспитательного дома, которое было образовано в 1834 году. К этому времени было принято целесообразным разделить воспитанниц и воспитанников Воспитательных домов в Санкт-Петербурге и Москве, а 3 марта 1834 года Высочайшим повелением в обоих Воспитательных домах организованы отделения для 50 «осиротевших обер-офицерских детей» (девочек до 13 лет). Спустя 3 года, 25 июля 1837 года было определено новое назначение учебных классов этих отделений и 22 ноября того же года эти преобразованные классы было повелено именовать Сиротскими институтами (как в Санкт-Петербурге, так и в Москве). Николаевскими они стали называться с 13 марта 1855 года.
В институт принимались девочки сироты и полусироты из семей малообеспеченных младших офицеров, чиновников военной и гражданской служб, а также, дочерей лиц, имевших учёные степени, умерших на действительной службе, не выслужив положенных пенсией лет. Их штатное количество было определено в 500 казённокоштных воспитанниц, однако до определения новых штатов в 1855 году общее количество намного превышало штатное, на 1 января 1855 года их было 880 человек. И в 1851 году был даже выстроен четырёхэтажный учебно-хозяйственный корпус. С целью уменьшения числа воспитанниц с 1871 года они были распределены по трём заведениям: сиротский институт, малолетнее отделение (для детей в возрасте от 5-6 до 10-12 лет) и женское реальное училище.
В 1843 году (6 ноября) к институту был присоединен Александринский сиротский дом.
Воспитанницы получали начальное образование, обучались ремёслам, основам медицины и домоводству, выпускались из института в семьи, женские учебные заведения или в работницы на мелкие частные предприятия с женским персоналом. Выпускницы работали домашними учительницами, учительницами музыки, учительницами гимнастики и танцев, учительницами французского языка, позже — учителями народных училищ, фельдшерицами, учительницами сельских школ, воспитательницами детских садов. Учебный год вплоть до 1855 года продолжался от Пасхи до Пасхи и выпуск приходился на апрель. Затем в течение 10 лет выпуск проводился в январе, а затем — в июне. Полный курс наук в институте продолжался 10 лет. В зависимости от способностей девочки обучались в институте 6 лет (на высшем отделении) или 4 года (на низшем отделении) и получали право быть учительницей или воспитательницей. Опекунский совет Николаевского сиротского института оказывал помощь воспитанницам до их замужества или до достижения ими 25 лет.
В 1871 был открыт высший класс учительниц французского языка, куда принимали «девиц преимущественно из губернских институтов отличнейших по успехам и благонравию». В программу входили истории европейской литературы, особенно французской, география, декламация и методика преподавания, латинский язык. В 1870-х годах работали ремесленные курсы и реальное училище для девочек от 14 лет, где их обучали домоводству; на курсах обучались 335 воспитанниц.
Институт был размещён в комплексе зданий Воспитательного дома на набережной реки Мойки (бывший дворец графа К. Г. Разумовского).
Часто можно было видеть, как по Фонтанке вели бледненьких девочек, шедших чинно за руки парами, в белошвейную мастерскую,— их готовили в белошвейки или кружевницы. Их облик резко отличался от благополучных детей прежде всего тем, что они были коротко стрижены, что не было принято модой. Все одинаково одеты в серые платьица на вырост и с какими-то необычными чепчиками на головах. В окно первого этажа мастерской можно было видеть их склоненные над коклюшками головы, что тогда было модно,— в мещанских домах повсюду на комодах и столиках лежали салфеточки, связанные на коклюшках.Д. А. Засосов, В. И. Пызин «Из жизни Петербурга»
После Октябрьской революции осенью 1917 года институт, в отличие от многих других учебных заведений, не был эвакуирован из Петрограда, и сюда поместили сирот младшего возраста из выезжавших институтов. В советское время в здании разместился Педагогический институт (ныне — Российский государственный педагогический университет имени А. И. Герцена.

## Руководство института
Управление институтом осуществлялось почётным опекуном, а его администрацию возглавляла начальница института.

### Почётные опекуны
- до 1856: М. Ю. Виельгорский
- 1856—1858: Ф. И. Прянишников
- 1858—1868: Н. А. Муханов
- 1868—1871: А. Г. Тройницкий
- 1871—1881: П. А. Валуев
- 1881—?: И. Д. Делянов